# Ле Канела (Кротоне)
Ле Канела је насеље у Италији у округу Кротоне, региону Калабрија.
Према процени из 2011. у насељу је живело 223 становника. Насеље се налази на надморској висини од 29 м.